# Кубок Хопмана 2016
Кубок Хопмана 2016 (англ. 2016 Hopman Cup) — 28-й традиционный выставочный турнир на Кубок Хопмана, проведенный в 2016 году. По схеме турнира 8 национальных команд (состоят из теннисиста и теннисистки), разбиты на 2 группы. В каждой из групп по системе «каждый с каждым» по круговой системе  определяются победители, которые выявляют победителя в отдельном матче. Проводился в Австралии с  3 по 9 января на кортах Perth Arena.
Все 8 команд приглашают организаторы на свой выбор.
Впервые на турнире были представлены две австралийские команды, Австралия Голд и Австралия Грин. Полный состав участников был объявлен в октябре.  Первоначально  Ллейтон Хьюитт и Кейси Деллакква должны были представлять Австралию Голд, но Деллаква была заменена на  Ярмилу Вулф.   Другие замены случились в команде Франции (Кенни де Шеппер вместо Гаэля  Монфиса) и Чехии (Плишкова вместо Шафаржовой).
Чемпионы 2015 года — сборная Польши не принимали участие в этом розыгрыше трофея. Кубок был выигран командой Австралии Грин в составе Дарьи Гавриловой и Ника Кирьоса, обыгравшей в финале украинскую пару Долгополов—Свитолина.